# Illinois Country

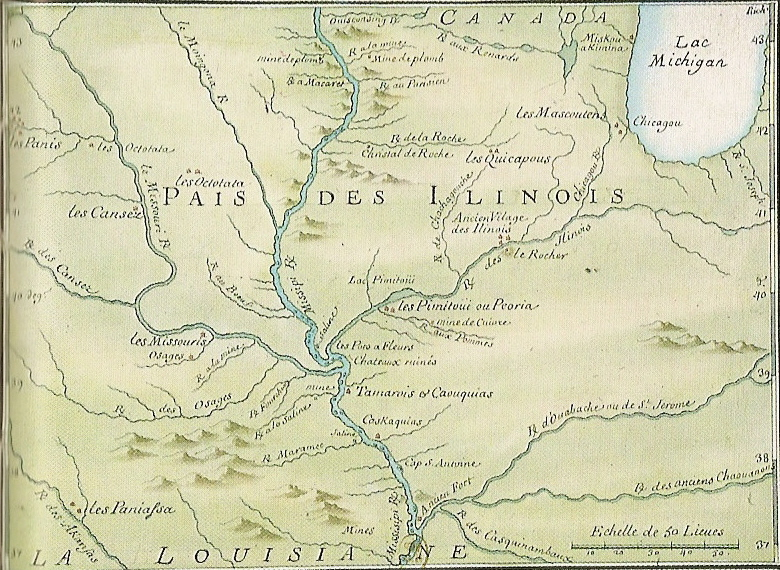
Illinois Country 1717

Illinois Country (franska: Pays des Illinois), även kallat Övre Louisiana, var en region i vad som senare kom att bli Mellanvästra USA. Området utforskades och bosattes av fransmännen under 1600- och 1700-talen. Begreppet syftade till hela området kring Övre Mississippifloden, även om bosättningarna var koncentrerade kring det som senare kom att bli de amerikanska delstaterna Illinois, Missouri och Indiana. Området utforskades 1673 av en expedition led av Louis Joliet och Jacques Marquette, innan Frankrike gjorde anspråk på området, som blev en del av Louisiana, tillsammans med Nedre Louisiana.

### Fotnoter
1. ↑  Ekberg, Carl J. (2000). French Roots in the Illinois Country. University of Illinois Press. pp. 31–100. ISBN 0-252-06924-2.